# Starrbrosking
Starrbrosking (Marasmius caricis) är en svampart som beskrevs av P. Karst. 1876. Marasmius caricis ingår i släktet Marasmius och familjen Marasmiaceae.   Inga underarter finns listade i Catalogue of Life.
I den svenska databasen Dyntaxa används istället namnet Gloiocephala caricis för samma taxon.  Arten är reproducerande i Sverige.